# Caesars Palace
Pour le groupe de rock suédois, voir Caesars.
Pour le jeu vidéo, voir Caesars Palace (jeu vidéo).

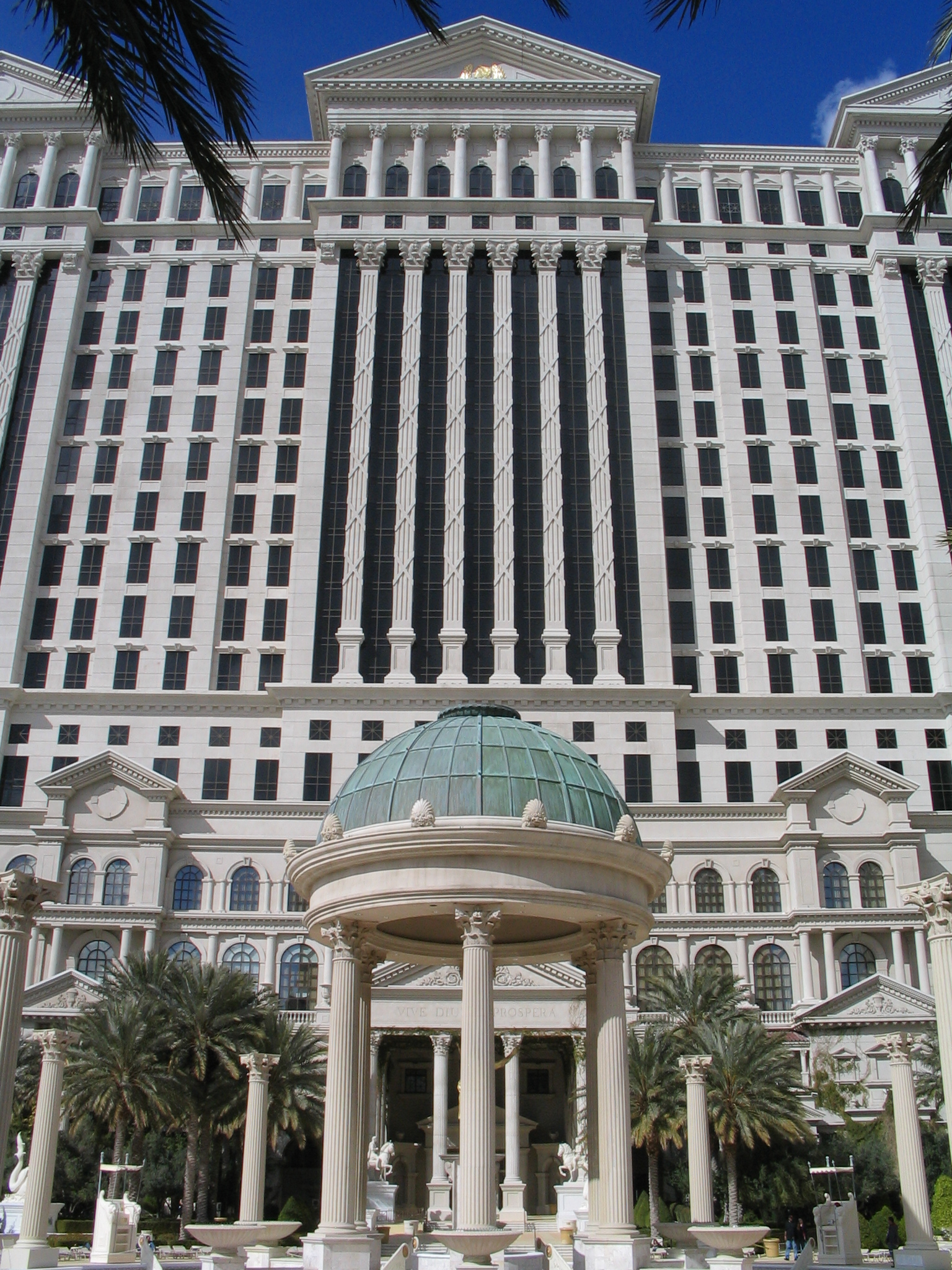
Façade du Caesars Palace.

Le Caesars Palace est un important hôtel-casino situé entre le Bellagio et The Mirage sur le fameux Strip de Las Vegas, au Nevada. Le Caesars Palace fait partie du groupe Harrah's Entertainment.

## Description
L'hôtel s'inspire du thème romain. C'est le général et homme politique Jules César qui a donné son nom à l'hôtel (Caesars Palace).
Au niveau des bâtiments, l'hôtel est composé de cinq tours : La Palace Tower, la tour principale de l'hôtel a été construite la première. Elle mesure 133 mètres pour 29 étages. L'Augustus Tower est la seconde tour de l'hôtel et la plus récente, sa construction fut achevée en 2005. La Centurion Tower, la Forum Tower et la Roman Tower ont été édifiées après la Palace Tower mais avant l'Augustus Tower.

## Histoire
Les premières pierres du Caesars Palace ont été posées en 1962 par Jay Sarno (en), qui a dépensé à l'époque $10 millions USD pour sa construction. En 1962, l'hôtel disposait de 680 chambres sur une superficie totale de 138 000 mètres carrés.
Jay Sarno (en) voulait utiliser pour son hôtel le nom de Jules César combiné avec une impression « royale ». Il l'appela Caesars Palace (palais des Césars) et non pas Caesar's Palace (palais de César) parce qu'il voulait que son hôtel soit à tous les invités, à tous les clients et non pas seulement à César.
Le 5 août 1966, le Caesars Palace était inauguré.

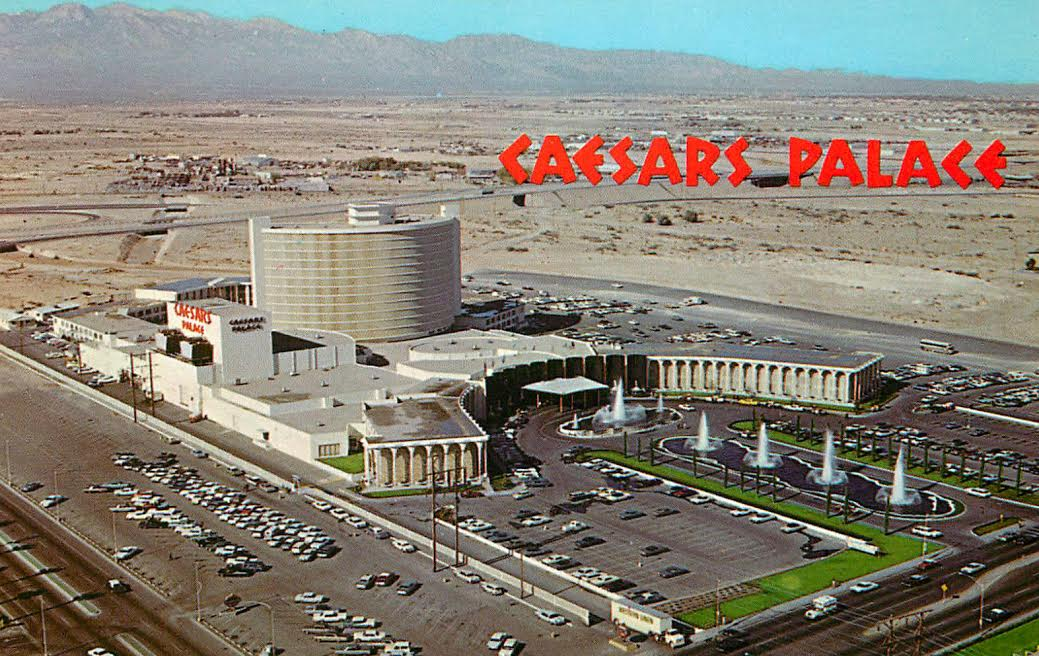
Le Caesars Palace en 1970.
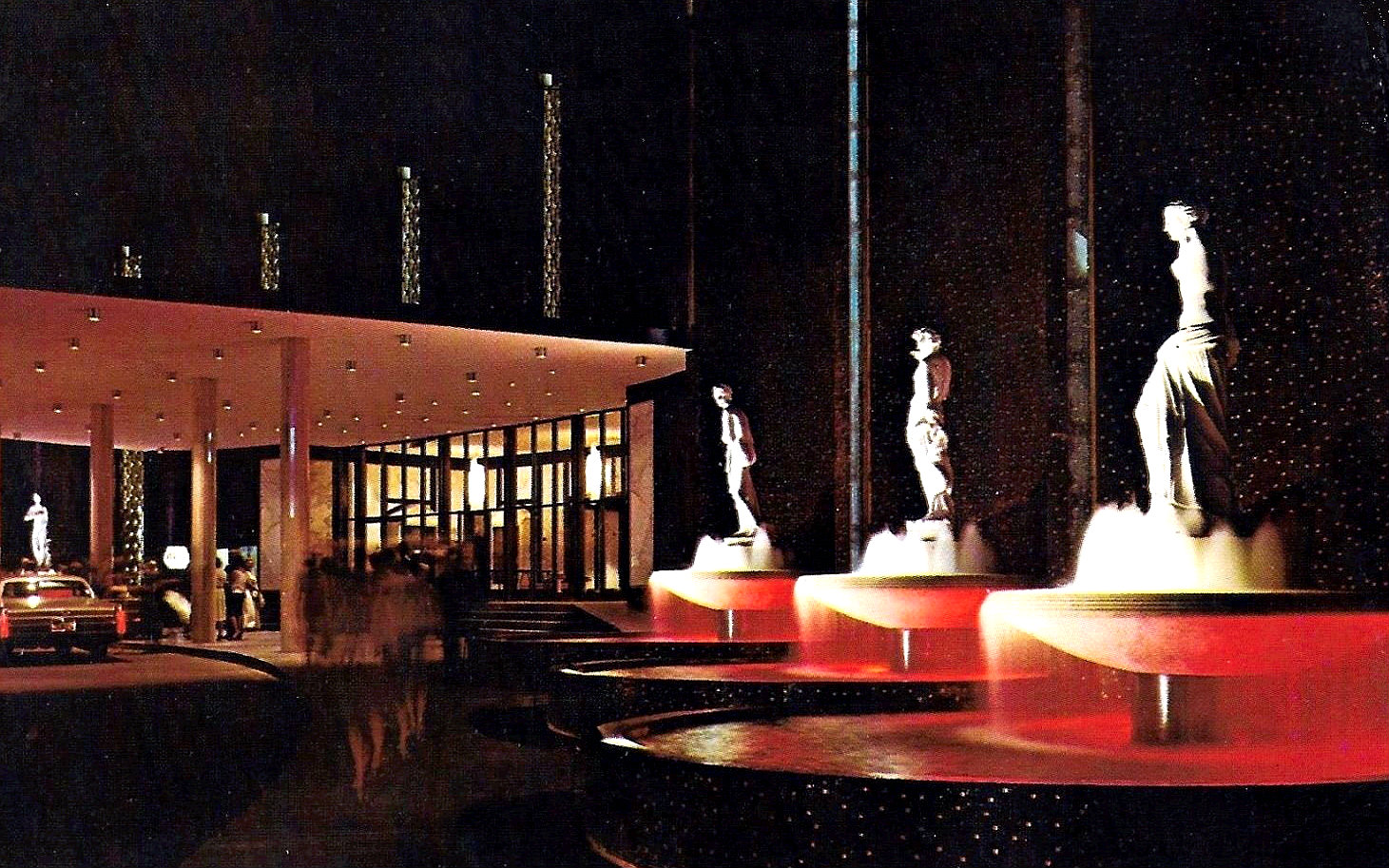
Les fontaines du casino en 1970.

En 1981 et 1982, se déroulait le Grand Prix automobile du Caesars Palace comptant pour le championnat du monde de Formule 1. Ce GP qui fut décisif dans l'attribution du titre mondial de champion du monde des pilotes se déroulait sur le parking du Caesars Palace. Pendant les années 1980, l'hôtel était « La Mecque » des jeux de hasard et de la boxe. Une statue du boxeur Joe Louis, ancien champion du monde poids lourd, a été édifiée dans l'hôtel.
En 1990, l'hôtel se mit en quête d'une nouvelle clientèle, en particulier familiale.
Le 27 septembre 1991, un match de hockey de la Ligue nationale de hockey a été disputé sur un terrain de stationnement transformé en amphithéâtre. Les Kings de Los Angeles (vainqueurs du match) et les Rangers de New York se sont affrontés devant une foule de 13 000 amateurs.
En 1992, The Forum Shops at Caesars, centre commercial du Caesars Palace, ouvrait ses portes. C'était le premier vrai centre commercial de Las Vegas avec notamment plusieurs grandes boutiques. La quatrième phase du Forum Shops ouvrit le 22 octobre 2004 et devint le deuxième bâtiment des États-Unis pour ce qui est du nombre d'escalators, devancé par le Westfield San Francisco Centre. Le Forum Shops dispose d'environ 160 boutiques, répartis sur une surface de 58 900 m2.
Le 4 avril 1993, le Caesars Palace accueillit un tournoi de lutte organisé par la WWE, le WrestleMania IX, qui a réuni 16 891 spectateurs.
En 1994, la NBC diffusait le show du Caesars Challenge.
De nombreuses compagnies ont été propriétaires du Caesars Palace, en particulier Sheraton, The Hilton International Corporation et Caesars Entertainment. Depuis 2005, il appartient au groupe Harrah's Entertainment.
Le 15 janvier 2015 Harrah's Entertainment annonce avoir placé sa principale division, propriétaire du Caesars, sous la protection de la loi américaine sur les faillites, qui va lui permettre de mettre ses opérations à l'abri de ses créanciers. Depuis la crise financière de 2008, le Casino est en faillite.
En octobre 2017, la propriété du Caesars Palace a été transférée à Vici Properties dans le cadre d'une scission d'entreprise ; Vici a ensuite loué la propriété à Caesars Entertainment pour un loyer annuel initial de 165 millions de dollars,.
Pendant la pandémie de Covid-19, le casino a fermé ses portes le 17 mars 2020,. Quelques mois plus tard, le 4 juin, le casino a rouvert ses portes,. Certains aspects du casino sont restés fermés par la suite, comme l'hôtel boutique et le buffet du restaurant. L'hôtel Nobu a rouvert ses portes en juillet, un mois après la réouverture du casino. Le buffet Bacchanal a rouvert ses portes l'année suivante, le 20 mai 2021, après une rénovation de 2,4 millions de dollars. Les spectacles ont également repris, de nombreuses célébrités annonçant des résidences au Caesars Palace en 2023, notamment Adele, Jerry Seinfeld, Sting, et Rod Stewart.

## Spectacle en cours
En 2003, Céline Dion présente son spectacle intitulé A New Day au Caesars Palace. Ce théâtre, qui se compose d’un parterre d’une capacité de 2 283 fauteuils, d’un premier balcon de 745 places ainsi que d’un deuxième balcon de 1 074 sièges, est l’une des plus grandes et des plus luxueuses salles de spectacle de tout Las Vegas.
Le Colosseum, cette salle de 4 148 places, a été construite spécialement pour le spectacle de Céline Dion. L’écran situé au fond de la scène est le plus grand écran LED intérieur au monde. De même, la scène de 2 086 m2 est l’une des plus grandes au monde (37 mètres de largeur par 13 de hauteur). Et un très grand nombre de moyens techniques sont utilisés (1 365 luminaires dont 198 sont motorisés, système de levage entièrement motorisé...)[réf. souhaitée].
A new day a tiré sa révérence le 15 décembre 2007, après 723 représentations données à guichets fermés durant près de 5 ans.
De février 2008 à l'été 2010, Cher prenait la suite en alternance avec Elton John et Bette Midler.
Céline Dion a présenté son nouveau spectacle, le 15 mars 2011, à raison de 70 spectacles par an et il sera présenté jusqu'en 2019. La chanteuse québécoise entourée de 31 musiciens a présenté ses plus grands succès anglophones ainsi qu'un hommage musical au cinéma hollywoodien. La dernière représentation se tient le 8 juin 2019. Cette résidence aura récolté au moins 249 464 124 dollars en environ huit ans de représentation, ce qui la classe 2e des résidences les plus lucratives de Las Vegas, juste derrière son premier spectacle, A New Day, et juste avant son collègue du Caesars Elton John, avec son spectacle The Red Piano (2004 à 2009).
Aussi, Elton John décide également de stopper sa résidence au Ceasars dans la même période[Quand ?], car il a joué pour la dernière fois son mythique "The Million Dollar Piano" le 19 mai 2018 après plus de 200 représentations.
Ces deux départs consécutifs amènent le Caesars Palace à renouveler les résidences dans le Colosseum. Ainsi, on voit apparaître le nom de Sting pour son spectacle "Sting: My Songs", annoncé de mai à septembre 2020. Le groupe rock local The Killers s'y produit en août 2024.

## Les commodités de l'hôtel

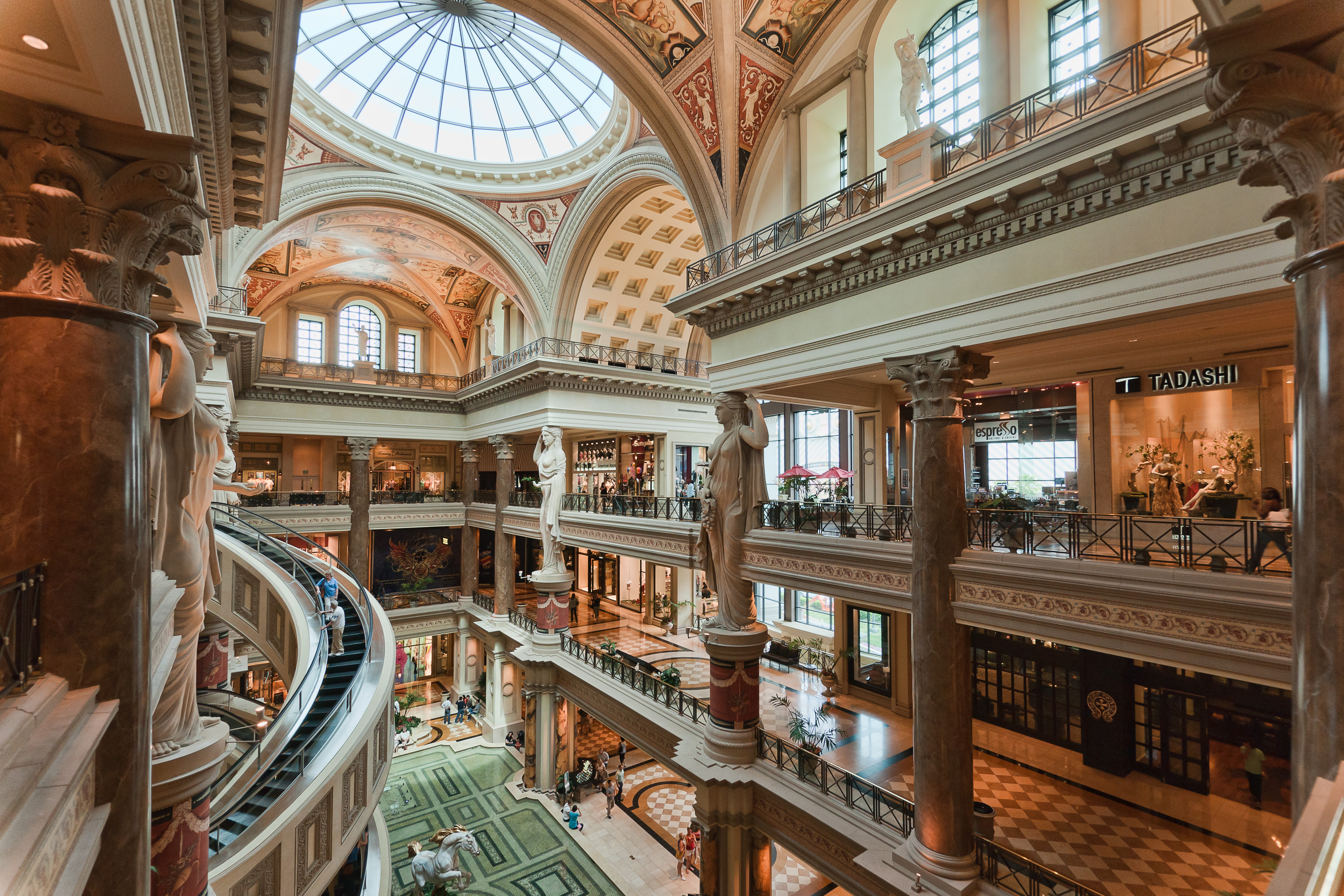
Galeries marchandes.

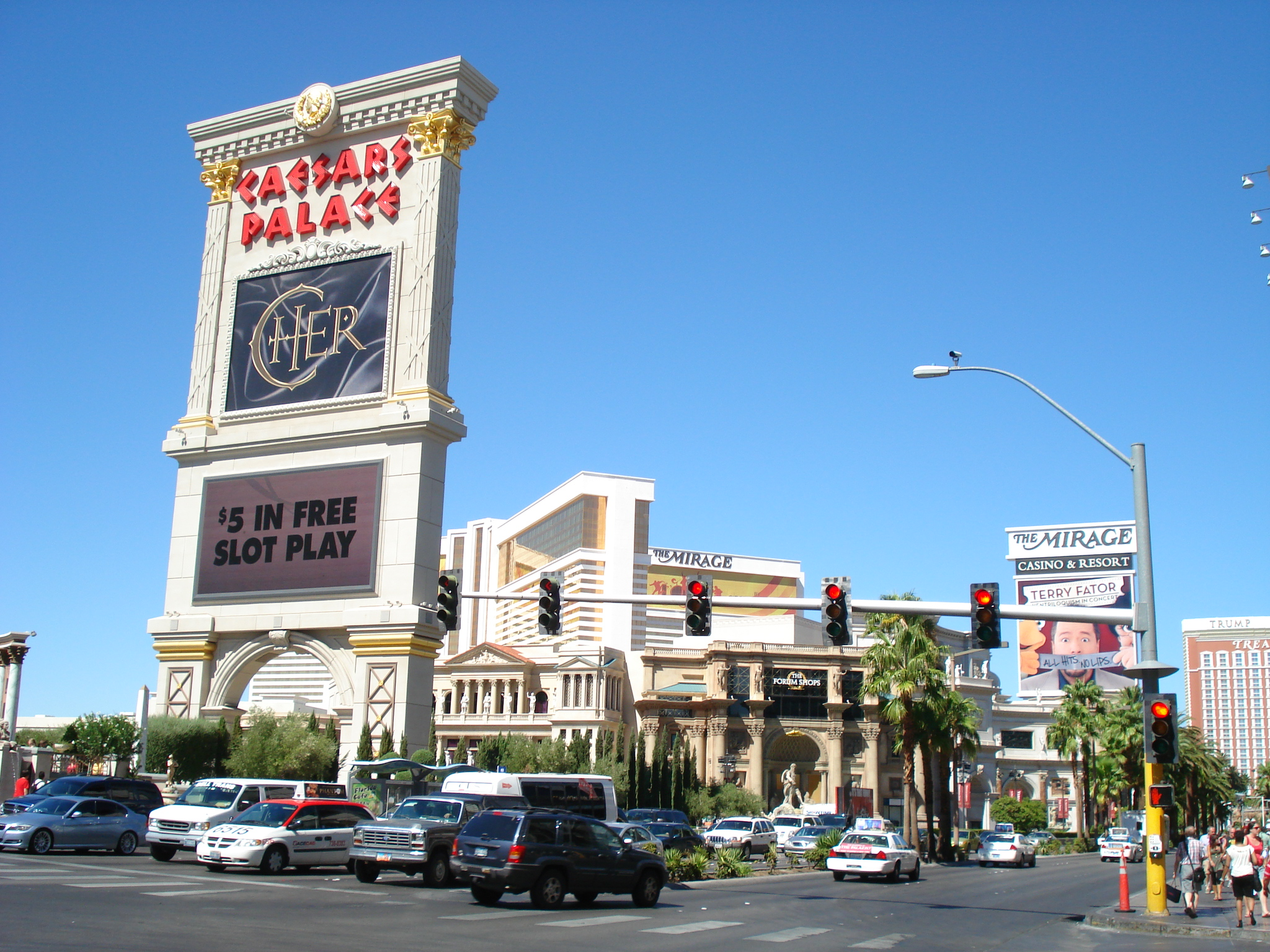
Arche sur le Strip.

L'hôtel compte 3 349 chambres réparties sur cinq tours.
Le casino offre de nombreuses tables de jeux et machines-à-sous sur 11 984 m2.
L'hôtel dispose de nombreux restaurants :
| - Augustus Café - Beijing Noodle No. 9 - Bradley Ogden - Lago Buffet - Cypress Street Marketplace - Empress Court - Guy Savoy - Hyakumi |  | - Mesa Grill - munchbar - Neros - Payard Pâtisserie & Bistro - Rao's - Sea Harbour - Serendipity 3 |

Près de l'entrée de l'hôtel, on trouve la discothèque « Omnia », et à l'intérieur de l'hôtel le Shadow Bar, le Seahorse Lounge, et plusieurs autres bars.
Derrière l'hôtel, plusieurs piscines entourées de colonnes rappellent la Rome antique. L'hôtel dispose aussi d'un spa (le Qua Baths & Spa) d'une superficie de 4 945 m2.
Le The Forum Shops at Caesars, une galerie marchande de 160 boutiques et magasins jouxte l'hôtel.
L'hôtel dispose aussi d'une chapelle de mariage. Une salle de sport existe dans la tour principale, où sont mis à disposition des vélos d'appartement et autres activités sportives. De plus cette salle de sport offre une très belle vue sur le Strip.

## Restaurants
Le casino abrite plusieurs restaurants. Le Gordon Ramsay Pub & Grill est un pub anglais, un type de restaurant que Ramsay estimait « manquant sur le Strip ». Le Nobu Restaurant est un restaurant asiatique. Le Old Homestead Steakhouse est le premier établissement de la côte ouest d'une chaîne de restaurants new-yorkaise. Rao's a ouvert ses portes en 2006, devenant la deuxième succursale du restaurant après celle de New York City. La première entreprise de restauration de Flay en dehors de New York, Bobby Flay's Mesa Grill, a été ouverte au Caesars en 2004 et proposait une cuisine du sud-ouest ; elle a fermé ses portes en novembre 2020 et a été remplacée début 2021 par un concept « poisson-pâtes » appelé Amalfi by Bobby Flay. Le chef Brian Malarkey a ouvert Searsucker Las Vegas – la quatrième succursale du restaurant après San Diego, Del Mar, Californie et Austin, Texas – en mars 2015. La salle à manger de 7 500 pieds carrés (700 m2) a un thème « americana rétro », avec des motifs de « culture cow-boy » reflétés dans l'ameublement et les peintures conçues par Thomas Schoos,.
Beijing Noodle No. 9 est un restaurant chinois avec un écran blanc découpé au métal et de grands aquariums remplis de poissons rouges, tous rétroéclairés par des ampoules LED. Serendipity 3 était un restaurant de style années 1950, proposant des hamburgers, des frites et des délices de crème glacée. Le restaurant à thème de salon de crème glacée, qui était une succursale de l'établissement Serendipity 3 de New York City, a ouvert ses portes en 2009. En plus des sièges dans la salle à manger et des sièges au comptoir, il y avait une terrasse avec vue sur le Strip et les fontaines du Caesars Palace. Il a fermé ses portes le 2 janvier 2017. Hell's Kitchen a ouvert à sa place en janvier 2018, et il était initialement prévu qu'il soit utilisé comme studio pour le tournage de l'émission de télévision américaine Hell's Kitchen pour les saisons 19 et 20, mais avec des réservations complètes de clients à servir et un manque de caméras (et pas de dortoirs pour les candidats), le tournage a été déplacé à la propriété Caesars Entertainment Studios près du Las Vegas Strip,. Le restaurant principal de la Tour Augustus est le Guy Savoy, du nom du chef triplement étoilé au Michelin. Lorsque Savoy a été approché pour ouvrir un deuxième restaurant à Vegas, il a d'abord dit non, jusqu'à ce que Caesars lui dise qu'ils voulaient qu'il recrée ce qu'il avait fait à Paris. Sa demande était que pour maintenir la qualité, le restaurant devait être limité à un service de cinq jours par semaine, ce que la direction a accepté. Le restaurant a ouvert ses portes en 2006 et en 2008, Savoy a fait venir son chef exécutif du restaurant parisien à Vegas.
Sous la direction du chef pâtissier et chocolatier François Payard, Payard Pâtisserie & Bistro at Caesars Palace comprend une pâtisserie, une chocolaterie et un restaurant servant le petit-déjeuner, le déjeuner et le dîner. L'intérieur du bistro de 46 places a été conçu par le Rockwell Group. En 2008 le bistro a installé une « horloge en chocolat » de 16 pieds (4,9 m) de haut qui libère trois truffes au chocolat tous les quarts d'heure. En 1992, Wolfgang Puck a été le premier chef célèbre à ouvrir un restaurant haut de gamme dans un complexe de jeux de hasard à Las Vegas avec Spago at Caesars Palace. Situé dans l'arcade The Forum Shops, le restaurant est divisé en un café face au centre commercial servant des plats plus légers et moins chers, et une salle à manger plus formelle à l'arrière.
Central Michel Richard était un restaurant ouvert 24h/24 situé dans le hall de l'hôtel de 2011 à 2014. En plus d'un bar, il proposait des repas en intérieur et en extérieur, avec des menus variés selon l'heure de la journée. Créé en 2011, il a coûté 4,5 millions de dollars américains à construire et mesurait 10 000 pieds carrés (930 m2). Todd Harrington, chef exécutif, a été choisi par Michel Richard, lui-même chef primé par la James Beard Foundation, pour diriger la cuisine. Harrington avait été le chef exécutif de l'Augustus Café, le restaurant qui occupait auparavant cet emplacement. Harrington est parti en décembre 2013 et, en juillet 2014, le restaurant a déposé le bilan. Le restaurant a fermé à la fin de l'année 2014.
Café Americano occupe l'ancien emplacement de Central Michel Richard. Il a été créé en mai 2015, en partenariat avec le V&E Restaurant Group de Miami. Le restaurant et bar de 3 585 pieds carrés (333,1 m2) dans le hall de l'hôtel sert des pizzas, des soupes, des sandwiches et des hamburgers. Un restaurant Mr. Chow a ouvert à l'hôtel en 2015. L'établissement de restauration chinoise raffinée de 277 places occupe le deuxième étage de l'hôtel et offre une vue sur la piscine Garden of the Gods.

## Le Cæsars Palace au cinéma, à la télévision, dans les jeux vidéo ou la musique
- 1981 : La Folle Histoire du monde (History of the World: Part 1)
- 1982 : Rocky 3, l'œil du tigre
- 1988 : Rain Man
- 1989 : Alain Bashung - Bombez (une grande partie du vidéo clip y a été tournée)
- 1995 : Showgirls
- 1996 : Mars Attacks!
- 1999 : Friends
- 2001 : Rush Hour 2
- 2003 : Intolérable Cruauté
- 2004 : Grand Theft Auto: San Andreas sous le nom de Caligula's Palace
- 2005 : The Contender
- 2006 : Dreamgirls
- 2008 : Iron Man
- 2009 : Very Bad Trip. La scène principale se déroule dans la chambre 2452.
- 2009 : 2012
- 2010 : Booba - Lunatic : Cæsar Palace avec P.Diddy
- 2010 : Fallout: New Vegas sous le nom de Ultra-Luxe.
- 2013 : Very Bad Trip 3
- 2014 : Step Up All In
- 2014 : Think Like a Man Too
- 2020 : Aline

## Grand Prix de Formule 1
En 1981 et en 1982 s'y est couru le Grand Prix de Las Vegas de Formule 1. Celui-ci était disputé sur un tracé provisoire de 3,650 km créé sur l'immense parking de l'hôtel-casino.